# オランダの交響曲
オランダの交響曲（Symfonieën der Nederlanden for symphonic wind orchestra）は、ルイ・アンドリーセンが作曲した吹奏楽曲。

## 概要
アムステルダム市の委嘱により、1974年4月から6月にかけて作曲された。ミニマル・ミュージックの手法による、7つの主題から構成される単一楽章の作品として書かれている。
タイトルは交響曲と訳されていることが多いが、オランダ語ではsymfonieの複数形であるsymfonieënが使われており、英語表記される場合も「Symphonies of the Netherlands」となるように、ストラヴィンスキーの「管楽器のための交響曲」のタイトルと同様の意図が込められている。
演奏時間は約12分。Adagio ♩=60の9小節の序奏に続いて、Deciso ♩=120で最後まで速度を変えずに進む。
楽譜は1989年にオランダのモレナール（Molenaar N. V.）から出版された。

## 編成
| 木管 | 木管                 | 金管  | 金管      | 弦・打 | 弦・打                                   |
| ---- | -------------------- | ----- | --------- | ------ | ---------------------------------------- |
| Fl.  | 1, Picc.             | Crnt. | 2, Tp. 2  | Cb.    | ●                                        |
| Ob.  | 2                    | Hr.   | 4         | Timp.  | ●                                        |
| Fg.  | 1                    | Tbn.  | 3         | 他     | B.D., S.D., Cym., Tom-t., Bongos, Glock. |
| Cl.  | 4, E♭, Bass          | Bar.  | 2, Eup. 2 | 他     | B.D., S.D., Cym., Tom-t., Bongos, Glock. |
| Sax. | Alt. 1 Ten. 1 Bar. 1 | Tub.  | 2         | 他     | B.D., S.D., Cym., Tom-t., Bongos, Glock. |

- 「2つ、もしくはそれ以上の吹奏楽団で演奏される」とする解説もあるが[1][2]、スコアには明示されていない。